# St. Martin (Salmsdorf)

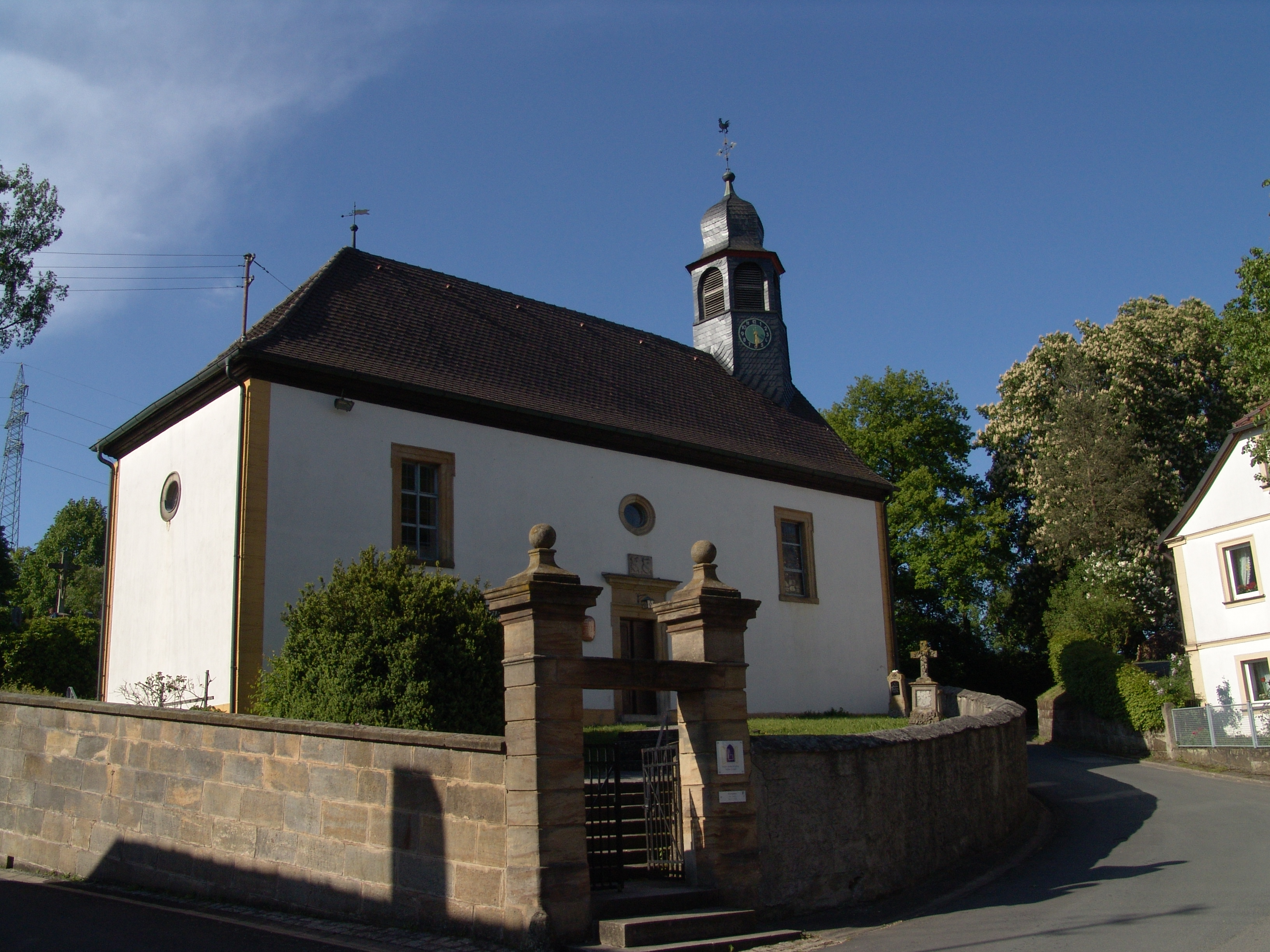
St. Martin (Salmsdorf)

Die evangelisch-lutherische Filialkirche St. Martin steht in Salmsdorf, einem Gemeindeteil des Marktes Rentweinsdorf im Landkreis Haßberge (Unterfranken, Bayern). Die denkmalgeschützte Kirche entstand Anfang des 18. Jahrhunderts. Die Kirchengemeinde gehört zur Pfarrei Rentweinsdorf im Dekanat Rügheim im Kirchenkreis Bayreuth der Evangelisch-Lutherischen Kirche in Bayern. Namensgeber der Kirche ist Martin von Tours.

## Beschreibung
Die 1708 gebaute Saalkirche besteht aus einem Langhaus und einem im Innenraum eingezogenen quadratischen Chor im Westen. Aus dem Satteldach, das im Westen abgewalmt ist, erhebt sich im Osten sich ein sechseckiger, schiefergedeckter, mit einer Zwiebelhaube bedeckter Dachreiter, der die Turmuhr und den Glockenstuhl beherbergt. Das Portal wurde 1724 durch Anbringung einer Verdachung neu gestaltet. 
Im Innenraum des Langhauses befindet sich an der Längsseite eine Empore. Ihr gegenüber steht die Kanzel mit einem Schalldeckel. Des Weiteren gehört zur Kirchenausstattung ein Altar im Chor. Zwei der Rundbogenfenster sind mit Glasmalereien aus dem 19. Jahrhundert ausgestattet. Im Rundbogenfenster über dem Altar befindet sich eine Darstellung von Jesus als Guter Hirte.  
Auf der Empore an der Schmalseite des Langhauses befindet sich eine Orgel.